# Quartier Sainte-Marie
Pour les articles homonymes, voir Sainte-Marie.
Le Quartier Sainte-Marie est un district municipal, distinct du centre des affaires, s’inscrit dans une perspective naturelle de développement du Centre-ville vers l’Est entamée il y a quelques décennies avec la construction, entre autres, de la Maison de Radio-Canada. 
Il comprend aussi d’importants sièges sociaux comme la Sûreté du Québec, Télé-Québec, CSN/Fondation et Energir.  
La proximité du siège social d'Hydro-Québec et du ministère de l’Éducation explique que l'on y rencontre une forte présence de ses travailleurs.  Un fort potentiel de développement immobilier pour les secteurs commercial, institutionnel et résidentiel est à prévoir dû à la présence de nombreux terrains libres. D’ailleurs, le quartier connaît une croissance démographique soutenue depuis 1996.
On retrouve également, sur le plan culturel, la maison de la culture Frontenac, deux bibliothèques (Frontenac et Père-Ambroise), deux bains publics (Quintal et Mathieu), un centre sportif et de loisirs (centre Jean-Claude-Malépart) ainsi que le théâtre Espace Libre. Par ailleurs, plusieurs artistes et artisans, ainsi que de nombreuses troupes de théâtre y résident.

## Histoire et toponymie
Le faubourg montréalais de Sainte-Marie remonte à l'époque de la Nouvelle-France. Il naît en 1658 lorsque les Sulpiciens se voient concéder une vaste terre mesurant 25 arpents de front sur le Saint-Laurent sur 50 arpents dans sa profondeur. L'année suivante, grâce à leurs engagés arrivés avec la recrue du Saint-André, les Sulpiciens y érigent une habitation fortifiée, la Ferme Sainte-Marie, pour servir de refuge aux habitants en cas d'attaque des Iroquois. C'est à Sainte-Marie qu'eut lieu le fameux combat du 6 mai 1662 à l'occasion duquel Étienne Truteau, Mathurin Rouillé et Mathurin Langevin dit Lacroix s'illustrèrent par leur bravoure en luttant contre 50 Iroquois qui les attaquaient.   
En 2016, dans le cadre des Fêtes marquant le 375e anniversaire de Montréal et pour commémorer l'événement héroïque du 6 mai 1662, l'Association des Truteau d'Amérique dévoila une plaque à Sainte-Marie sur laquelle on peut lire : " Combat du 6 mai 1662 à Montréal. Près d'ici, dans une redoute de la Ferme sulpicienne Sainte-Marie, le charpentier Étienne Truteau (1641-1712) et ses compagnons, Mathurin Rouillé et Mathurin Langevin dit Lacroix, résistèrent à l'assaut de 50 Iroquois. Honneur à ces valeureux pionniers de Montréal. Association des Truteau d'Amérique, 1er octobre 2016."
Lorsque les Sulpiciens deviennent seigneurs de l'Île de Montréal en 1663, dans le but de favoriser le peuplement, ils divisent le territoire en côtes. C'est ainsi que la côte où se trouve leur Ferme Sainte-Marie héritera naturellement du nom Sainte-Marie.   
En 1796, lors de l'établissement des premières délimitations municipales officielles, secteur probablement appelé, parfois, en tout ou en partie, faubourg Québec,. 
En 1840, la nomenclature française «faubourg» est changée pour celle de «quartier»: le «faubourg Sainte-Marie» s'appelle dès lors «quartier Sainte-Marie», quoique les deux soient communément utilisés. Au XIXe siècle, le faubourg Sainte-Marie était le bastion industriel des ouvriers canadiens français de la Ville de Montréal.  
En 1848, Mgr Bourget fait construire une chapelle de bois, remplacée en 1853 par l'église Saint-Pierre-Apôtre. En 1852, l'incendie de Montréal dévaste une grande partie du quartier, majoritairement doté de constructions en bois. Les années suivantes voient l'émergence d'une activité industrielle soutenue. Les usines Canadian Rubber et Macdonald Tobacco s'installent dans le quartier en même temps que des tanneries, fonderies et briqueteries. Leur présence provoque un afflux d'ouvriers qui s'installent dans des bâtiments en briques ayant remplacé les constructions bois. En 1864, un service de tramway à chevaux dessert les rues Notre-Dame et Sainte-Catherine. 
En 1919, un changement de nom des quartiers à Montréal sépara le faubourg Sainte-Marie en deux: l'lest devint le quartier Papineau, et l'ouest conserva le titre de faubourg Sainte-Marie. Ce dernier est alors nouvellement limitrophe, au nord, du nouveau quartier Delorimier. La dénomination du «quartier Papineau», aujourd'hui disparue, est cependant présente au moins jusqu'en 1970, mais celle de «Sainte-Marie» est complètement disparue,.
Autrefois, une partie de ce quartier était connu sous le nom « Faubourg à m'lasse » avant d'être rasé dans les années 1960 et 70 pour permettre la construction de la Maison de Radio-Canada. 
Depuis le milieu du XXe siècle, le quartier est en période de transition et sa structure industrielle se transforme au profit d’entreprises de services. Aujourd'hui, le quartier Sainte-Marie est compris dans le secteur non officiel du Centre-Sud. 

## Transport
Le transport en commun et les axes routiers desservent bien ce quartier;
trois stations de métro, Beaudry, Papineau et Frontenac,
la rue Notre-Dame, le pont Jacques-Cartier, etc.

## Édifices notables

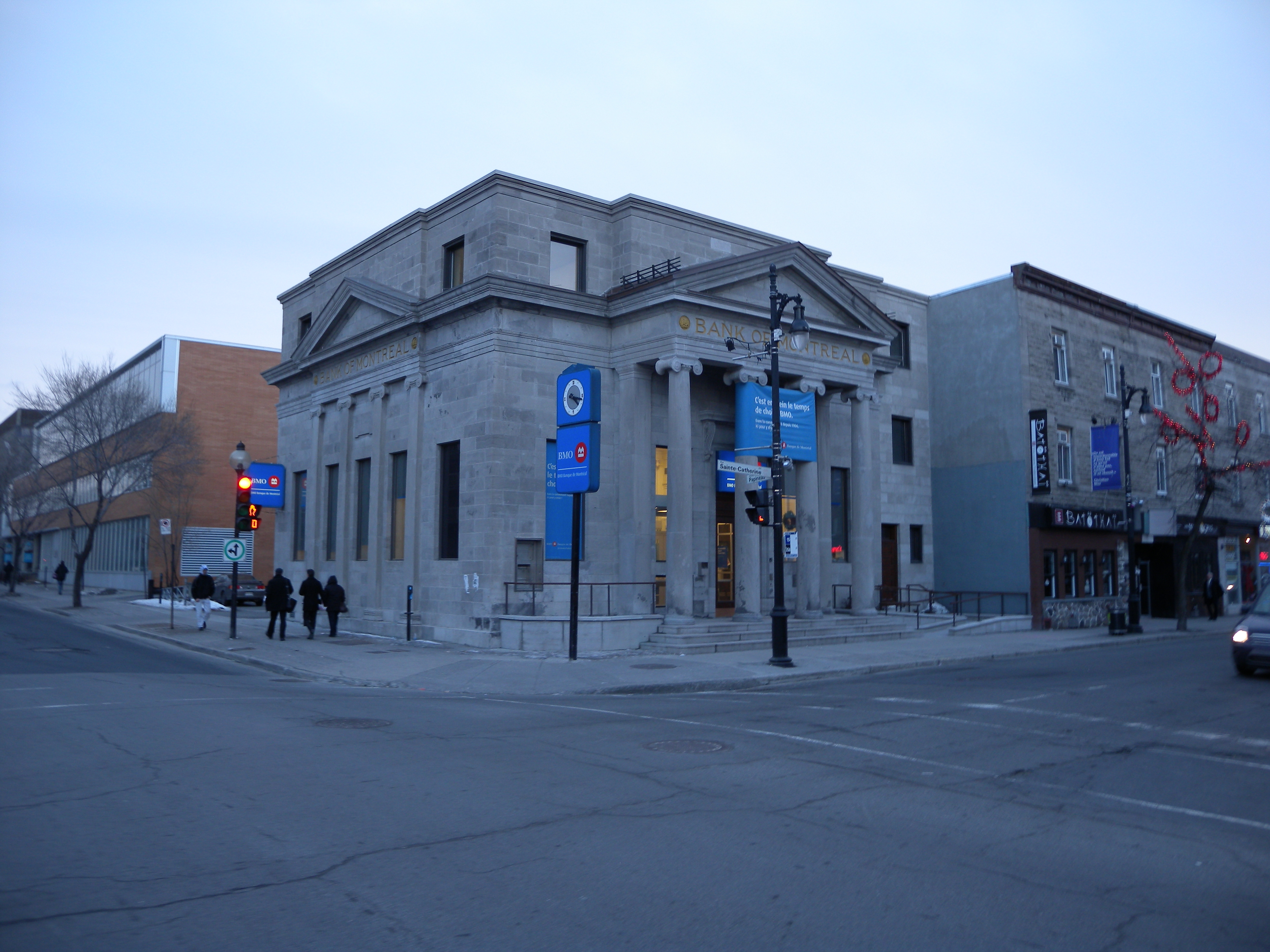
Édifice de la Banque de Montréal sur la rue Sainte-Catherine.
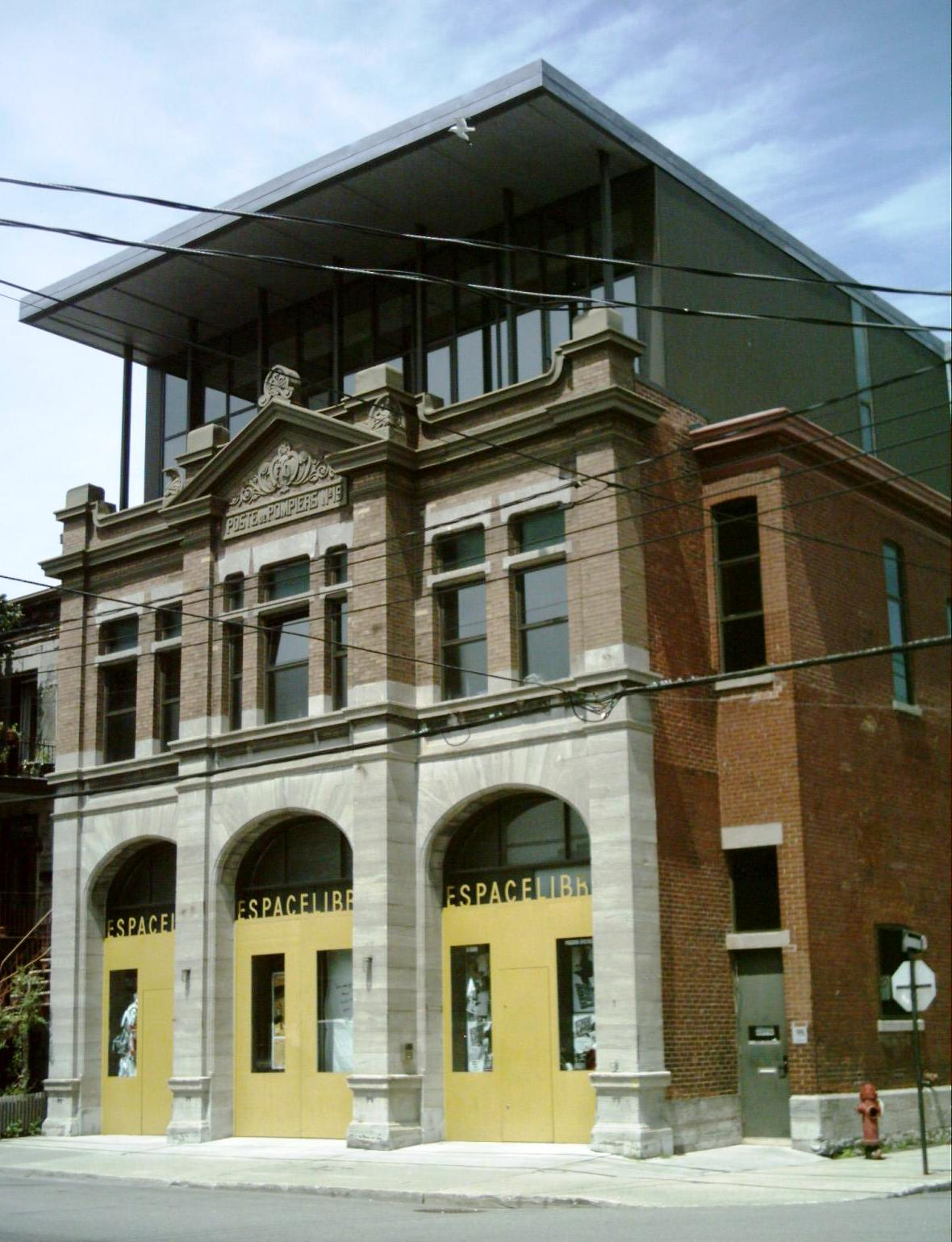
Théâtre Espace libre.
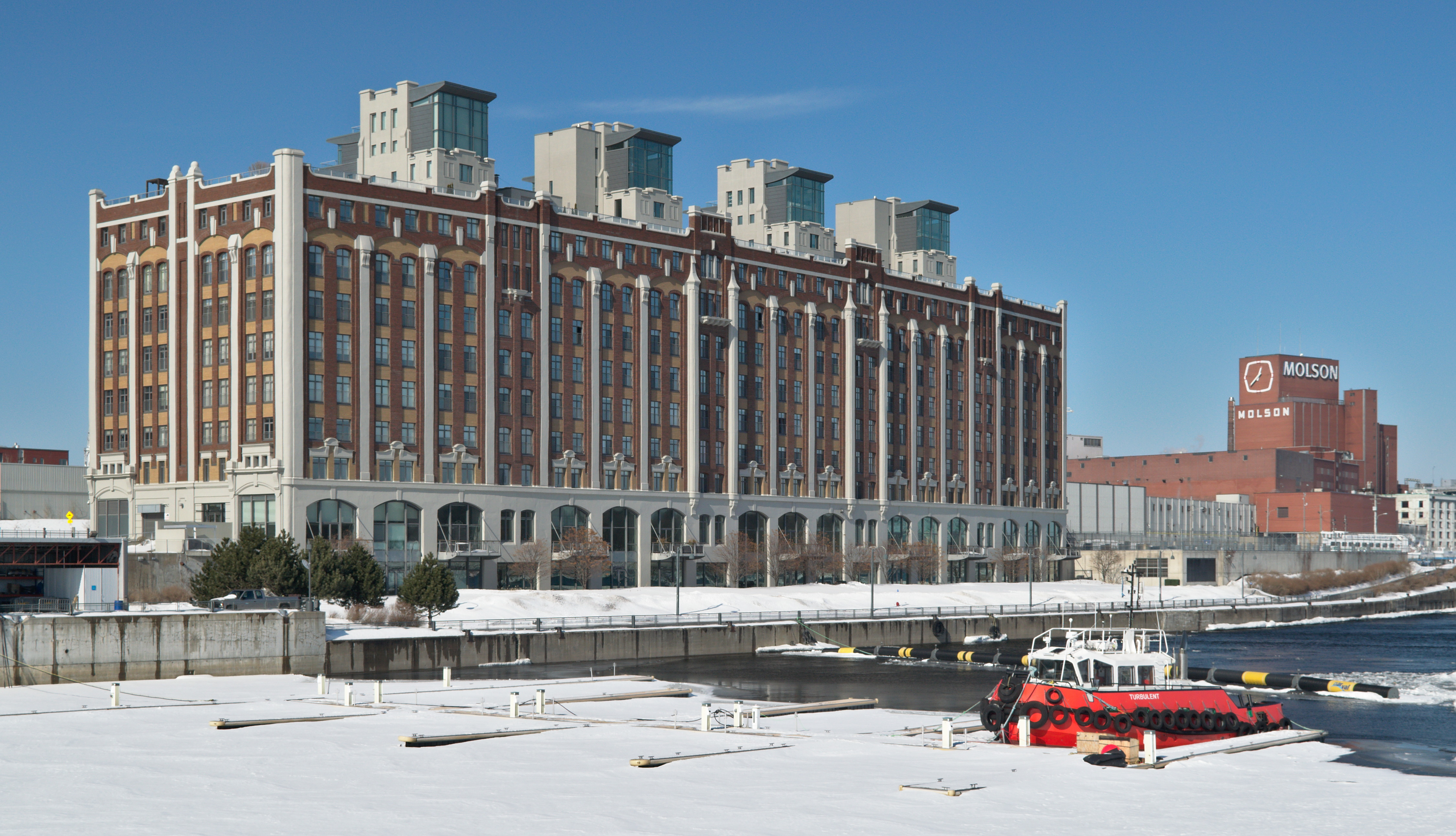
Ancien entrepôt frigorifique.
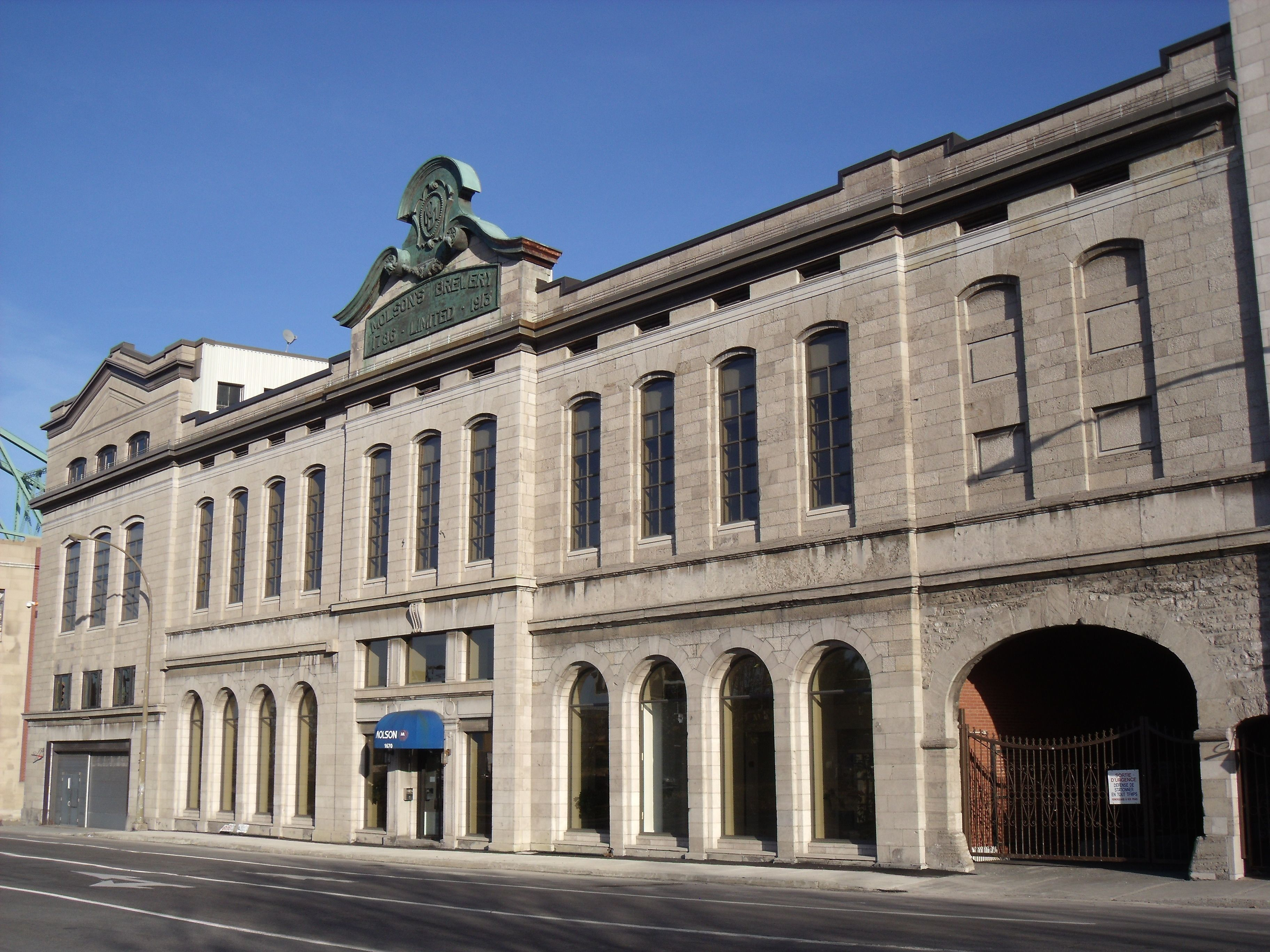
La brasserie Molson sur l'ancien parc Sohmer.
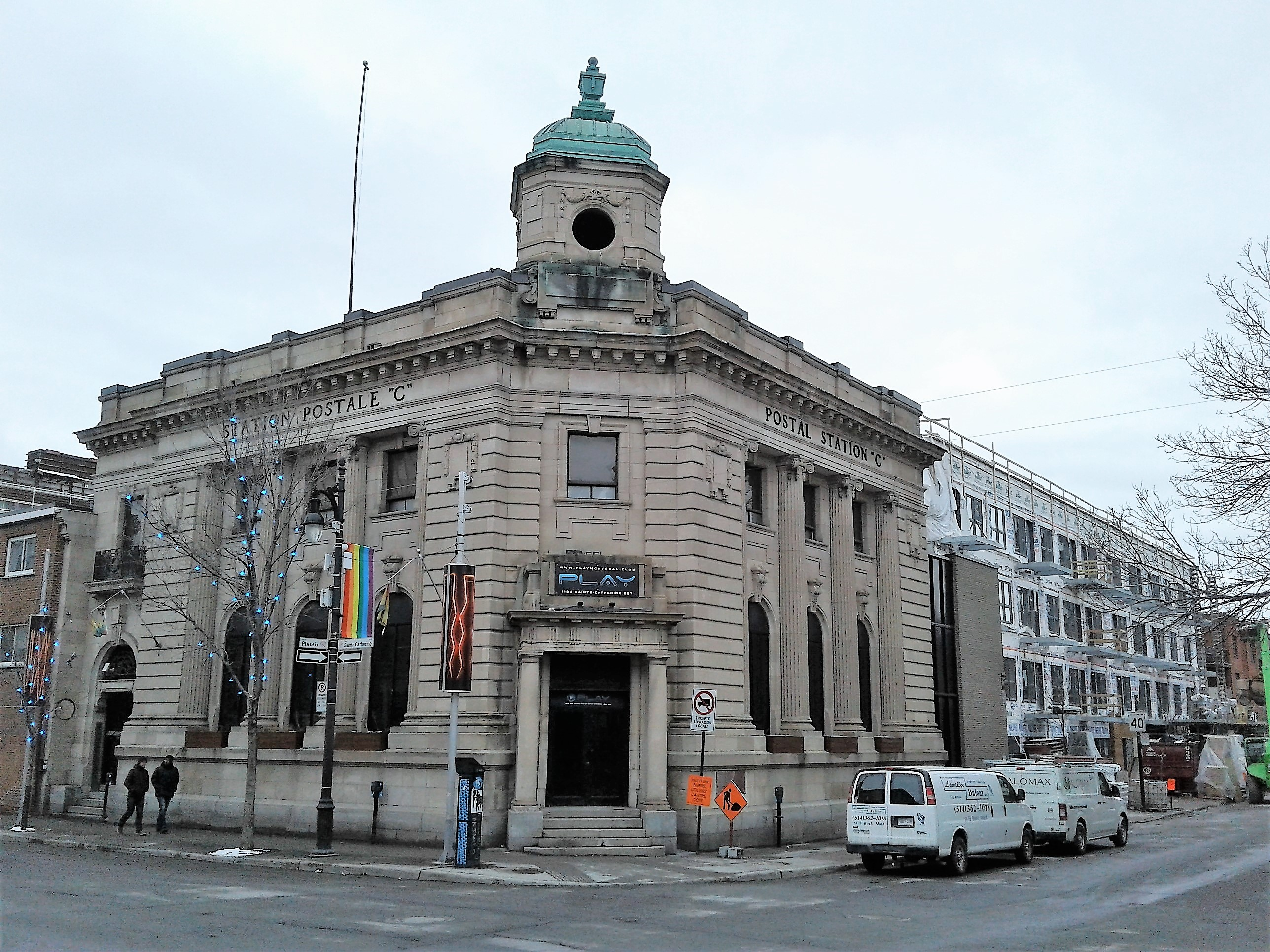
Ancien bureau de poste sur la rue Sainte-Catherine.
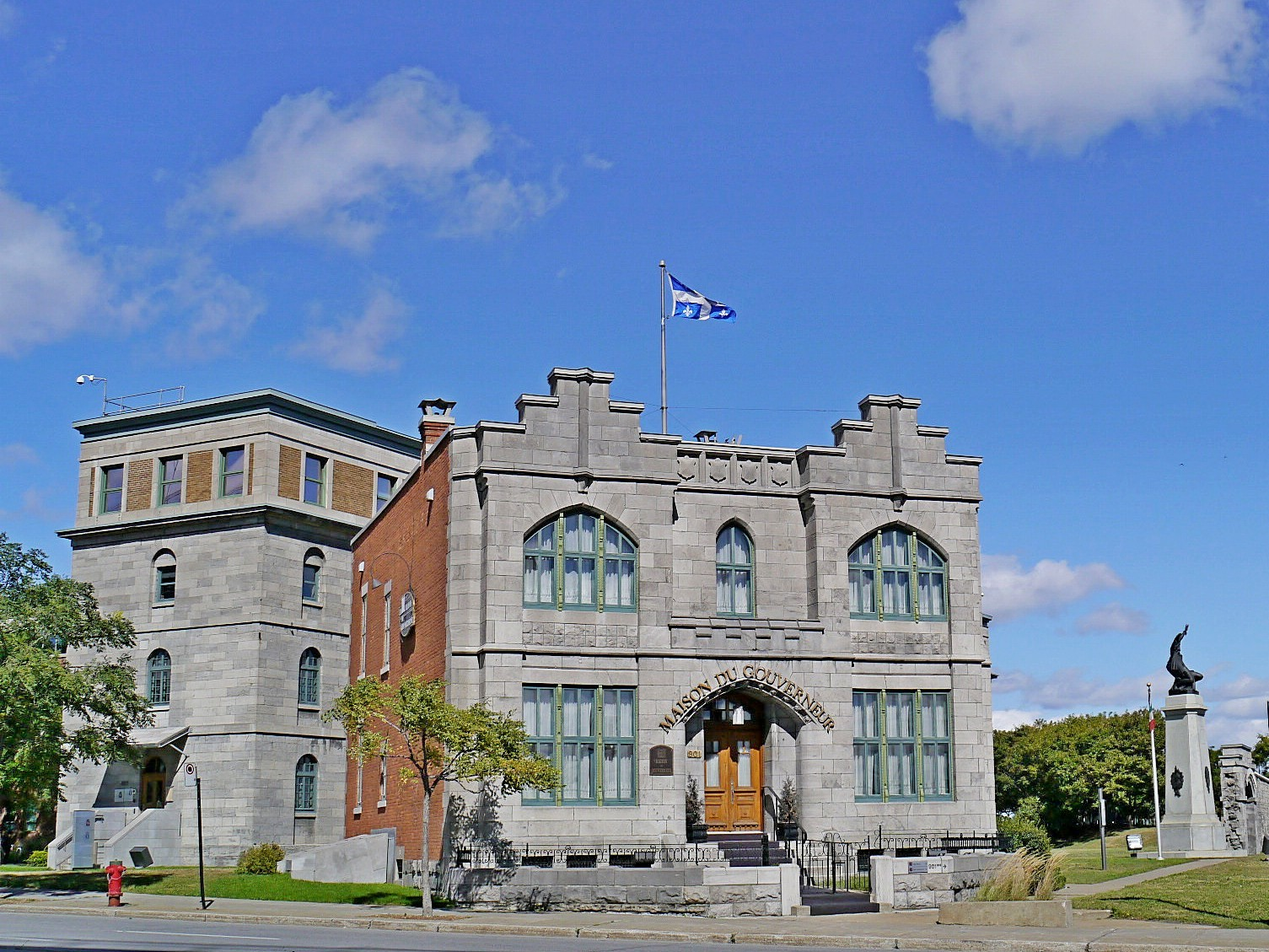
Ancienne prison du Pied-du-Courant.
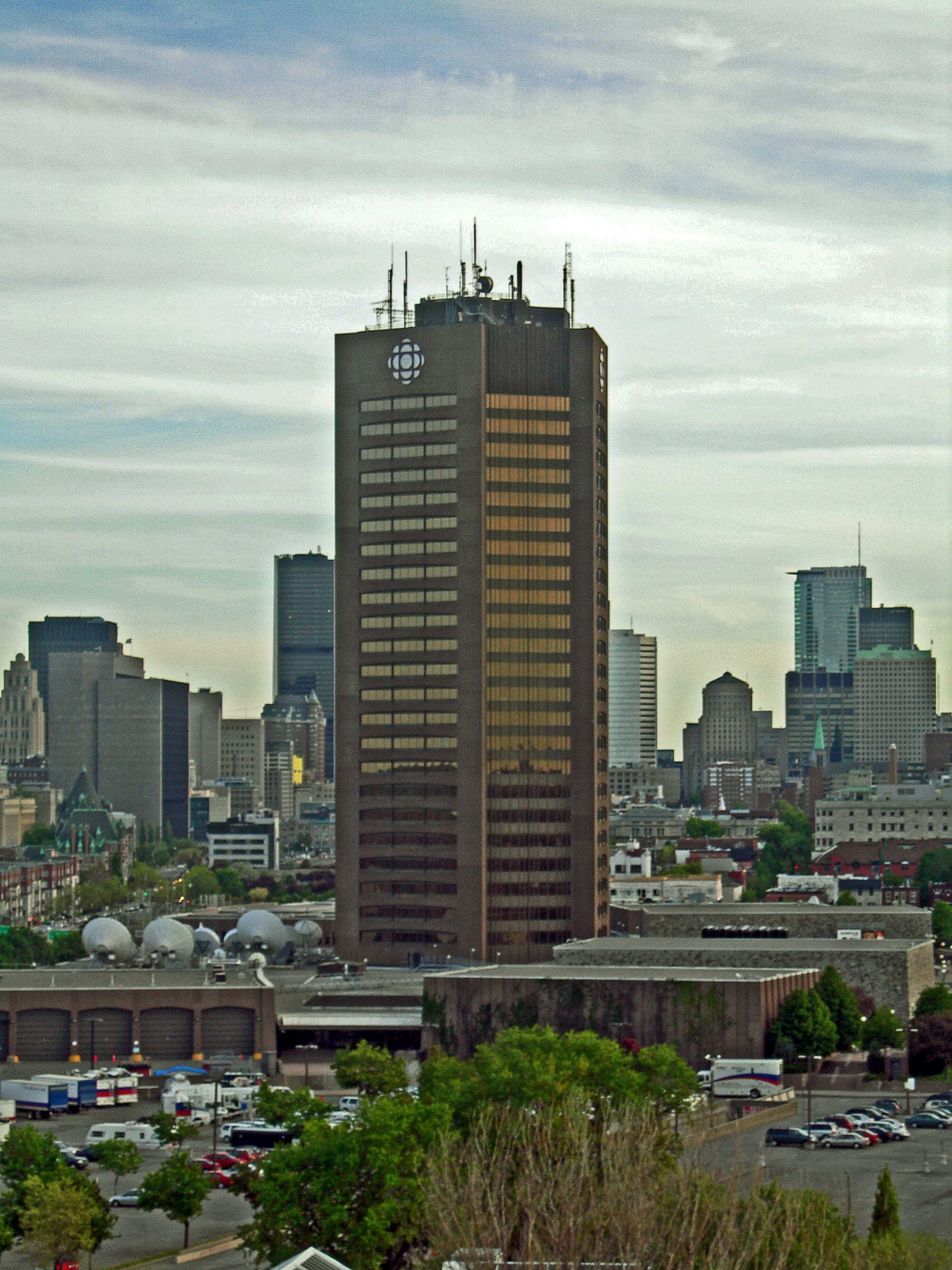
Tour de Radio-Canada.
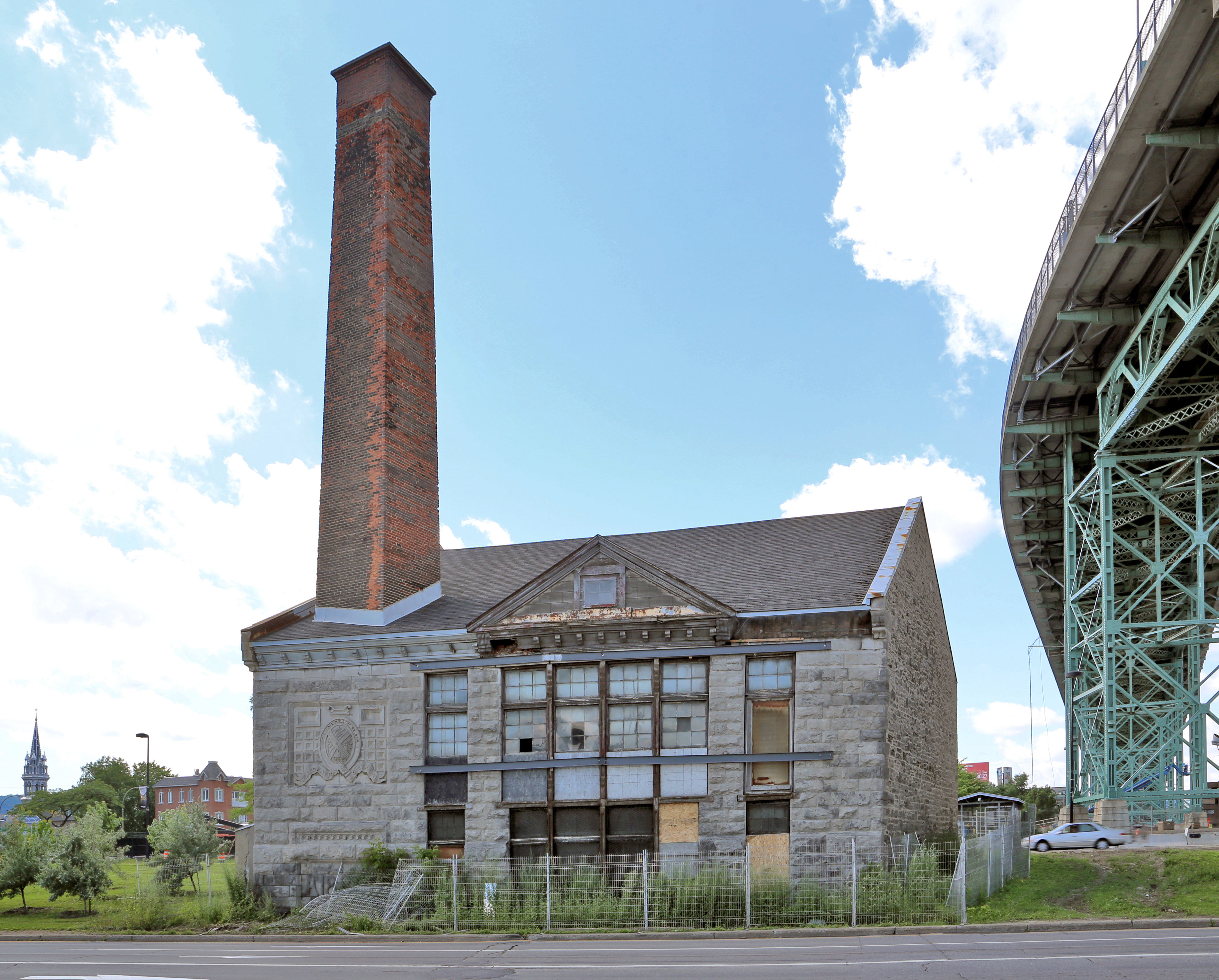
Station de pompage Craig.
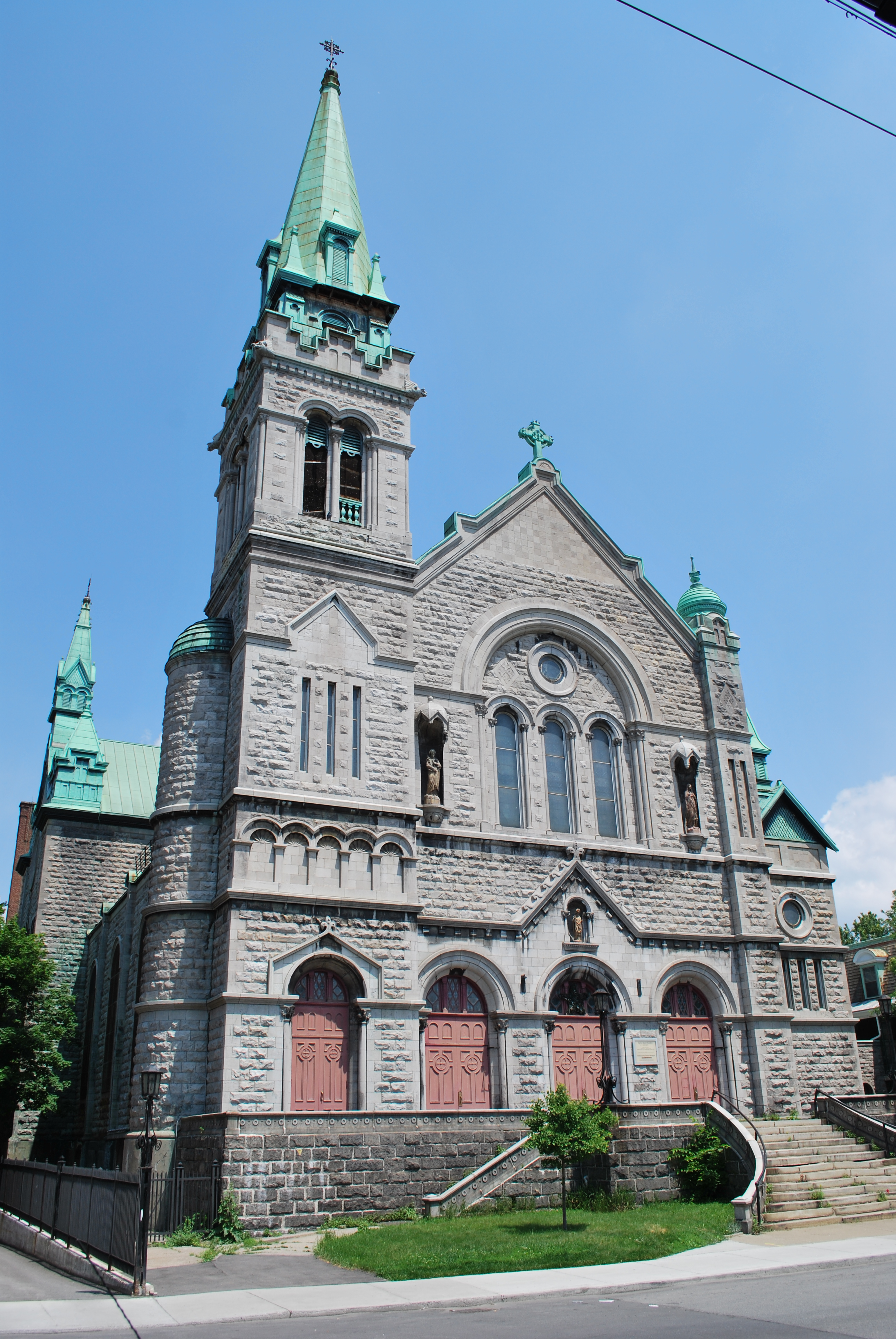
L'église Saint-Eusèbe-de-Verceil, fermée depuis 2009.